# Popis masonskih velikih loža u Africi
Slobodno zidarstvo je prisutno u velikoj većini afričkih država. U svakoj afričkoj državi je prisutna po jedna regularna velika loža priznata od Ujedinjene velike lože Engleske, dok je više od jedne velike lože liberalnog i adogmatskog ustroja prisutno u nekim državama.

## Pan-Afrika
- Velika tradicionalna i simbolička loža Afrike (fran. Grande Loge Traditionnelle et Symbolique d'Afrique), skraćeno GLTSA. Članstvo: CLIPSAS.[1]

## Alžir
Rad slobodnih zidara u Alžiru je zabranjen.

## Angola
- Velika loža Angole (port. Grande Loja de Angola) je velika loža u Angoli.

## Benin
- Velika loža Benina (fran. Grande Loge du Bénin) je regularna velika loža u Beninu.
- Velika ženska loža Benina (Grande Loge Féminine de Bénin), skraćeno GLFBe,[2] je ženska velika loža. Članstvo: CLIMAF (promatrač).
- Zapadnoafrička federacija "Le Droit Humain" (Fédération ouest-africaine du Droit Humain) je ogranak međunaronog Le Droit Humain-a koji djeluje u Burkini Faso, Gvineji, Maliju, Obali Bjelokosti i Togu. Članstvo: CLIPSAS.
- Veliki Benin Republike Benin (Grand Bénin de la République du Bénin), skraćeno GBRB.[3] Članstvo: CLIPSAS (bivši).
- Velika simbolička muška loža Afrike (Grande Loge symbolique masculine d'Afrique), skraćeno GLSyMA, djeluje u Obali Bjelokosti, Beninu, Republici Kongo, Kamerunu i Togu. Članstvo: CLIPSAS (bivši).

## Bocvana
- Kotarska velika loža Bocvane (engl. District Grand Lodge of Botswana)[4] je kotarska velika loža u Bocvani u strukturi Velike lože Škotske (GLS).
- Veliki inspektorat Bocvane (engl. Grand Inspectorate for Botswana) je veliki inspektorat u Bocvani u strukturi Velike lože Irske (GLI).

## Burkina Faso
- Velika loža Burkine Faso (fran. Grande Loge du Burkina Faso) je regularna velika loža u Burkini Faso.
- Zapadnoafrička federacija "Le Droit Humain" (Fédération ouest-africaine du Droit Humain) je ogranak međunaronog Le Droit Humain-a koji pored Burkine Faso djeluje i u Beninu, Gvineji, Maliju, Obali Bjelokosti i Togu. Članstvo: CLIPSAS.

## Burundi
Ne postoji velika loža u Burundiju.

## Čad
Ne postoji velika loža u Čadu.

## Džibuti
Ne postoji velika loža u Džibutiu.

## Egipat
- Velika suverena loža Egipta je muška velika loža u Egiptu. Članstvo: ICUGL.
- Velika nacionalna loža Egipta

## Ekvatorska Gvineja
Ne postoji velika loža u Ekvatorskoj Gvineji.

## Eritreja
Ne postoji velika loža u Eritreji.

## Esvatini
Ne postoji velika loža u Esvatiniju.

## Etiopija
Ne postoji velika loža u Etiopiji.

## Gabon
- Velika loža Gabona (fran. Grande Loge du Gabon), skraćeno GLG,[5] je regularna velika loža u Gabonu.
- Gabonsko-Kongoanska pionirska federacija "Le Droit Humain" (Fédération pionnière congo-gabonaise du Droit Humain) je ogranak međunaronog Le Droit Humain-a koji pored Gabona djeluje i u Republici Kongo.
- Velika simbolička loža Gabona (Grande Loge Symbolique du Gabon), skraćeno GLSG.[6]
- Velika loža tradicije i duhovnosti Gabona (Grande Loge Tradition Et Spiritualite Du Gabon). Članstvo: SOGLIA.

## Gambija
- Pokrajinske velike lože u Gambiji u strukturama matičnih velikih loža: 
  - Kotarska velika loža Sijera Leonea i Gambije (engl. District Grand Lodge of Sierra Leone and The Gambia)[7] je kotarska velika loža u Gambiji u strukturi Ujedinjene velike lože Engleske (UGLE). Djeluje još i u Sijera Leoni.
  - Kotarska velika loža Sijera Leonea i Gambije (District Grand Lodge of Sierra Leone and The Gambia)[8] je kotarska velika loža u Gambiji u strukturi Velike lože Škotske (GLS). Djeluje još i u Sijera Leoni.

## Gana
- Velika loža Gane (engl. Grand Lodge of Ghana) je regularna velika loža u Gani.
- Kotarska velika loža Gane (District Grand Lodge of Ghana) je kotarska velika loža u Gani u strukturi Ujedinjene velike lože Engleske (UGLE).

## Gvineja
- Nacionalna velika loža Gvineje (fran. Grande Loge nationale de Guinée) je regularna velika loža u Gvineji.
- Zapadnoafrička federacija "Le Droit Humain" (Fédération ouest-africaine du Droit Humain) je ogranak međunaronog Le Droit Humain-a koji pored Gvineje djeluje i u Beninu, Burkini Faso, Maliju, Obali Bjelokosti i Togu. Članstvo: CLIPSAS.

## Gvineja Bisau
- Legalna/Regularna velika loža Portugala ima jednu ložu u Gvineji Bisau.

## Južni Sudan
Ne postoji velika loža u Južnom Sudanu.

## Južna Afrika
- Velika loža Južne Afrike (engl. Grand Lodge of South Africa), skraćeno GLSA,[9] je regularna velika loža u Južne Afrike.
- Južnoafrička federacija "Le Droit Humain" (Le Droit Humain South African Federation) je ogranak međunaronog Le Droit Humain-a.[10]
- Ujedinjena velika loža Engleske ima šest kotarskih velikih loža na području Južne Afrike:
  - Kotarska velika loža KwaZulu-Natala (District Grand Lodge of KwaZulu-Natal)[11]
  - Kotarska velika loža Slobodne Države Oranje (District Grand Lodge of Orange Free State)[12]
  - Kotarska velika loža Južne Afrike, Južni sektor (District Grand Lodge of South Africa, Central Division)
  - Kotarska velika loža Južne Afrike, Istočni sektor (District Grand Lodge of South Africa, Eastern Division)
  - Kotarska velika loža Južne Afrike za Sjever (District Grand Lodge of South Africa, North)[13]
  - Kotarska velika loža Južne Afrike, Zapadni sektor (District Grand Lodge of South Africa, Western Division)[14]
- Velika loža Škotske ima četiri kotarske velike lože na području Južne Afrike:
  - Kotarska velika loža Zapadne pokrajine Rta dobre nade (District Grand Lodge of Western Province of the Cape of Good Hope)[15]
  - Kotarska velika loža KwaZulu-Natala (District Grand Lodge of KwaZulu-Natal)
  - Kotarska velika loža Istočne pokrajine Rta dobre nade (District Grand Lodge of Eastern Province of The Cape of Good Hope)[16]
  - Kotarska velika loža Središnje Južne Afrike (District Grand Lodge of Central South Africa)[17]
- Velika loža Irske ima tri pokrajinske velike lože na području Južne Afrike:
  - Pokrajinska velika loža Natala (Provincial Grand Lodge of Natal)[18]
  - Pokrajinska velika loža Južne Afrike Sjeverne (Provincial Grand Lodge of South Africa Northern)[19]
  - Pokrajinska velika loža Južnog Capea (Provincial Grand Lodge of Southern Cape)

## Kamerun
- Velika loža Kameruna (fran. Grande Loge du Cameroun; engl. Grand Lodge of Cameroon) je regularna velika loža u Kamerunu.
- Velika ženska loža Kameruna (Grande Loge féminine du Cameroun; Grand Women Lodge of Cameroon), skraćeno GLFC, je ženska velika loža.[20] Članstvo: CLIPSAS, CLIMAF.
- Kamerunska federacija "Le Droit Humain" (Fédération camerounaise du Droit Humain) je ogranak međunaronog Le Droit Humain-a.
- Velika ujedinjena loža Kameruna (Grande Loge Unie du Cameroun), skraćeno GLUC. Članstvo: CLIPSAS (bivši).
- Velika simbolička muška loža Afrike (Grande Loge symbolique masculine d'Afrique), skraćeno GLSyMA, djeluje u Obali Bjelokosti, Beninu, Republici Kongo, Kamerunu i Togu. Članstvo: CLIPSAS (bivši).

## Kenija
- Pokrajinske velike lože u Keniji u strukturama matičnih velikih loža: 
  - Kotarska velika loža Istočne Afrike (engl. District Grand Lodge of East Africa)[21] je kotarska velika loža u Keniji u strukturi Ujedinjene velike lože Engleske (UGLE). Djeluje još i u Ugandi, Tanzaniji i Sejšelima.
  - Kotarska velika loža Istočne Afrike (District Grand Lodge of East Africa) je kotarska velika loža u Keniji u strukturi Velike lože Škotske (GLS). Djeluje još i u Ugandi i Tanzaniji.

## Komori
Ne postoji velika loža u Komorima.

## Kongo, Demokratska Republika
- Veliki orijent Konga (fran. Grand Orient du Congo) je velika loža u Demokratskoj Republici Kongo. Članstvo: CLIPSAS (bivši).
- Velika loža Francuske ima svoje lože u Demokratskoj Republici Kongo.

## Kongo, Republika
- Velika loža Konga (fran. Grande Loge du Congo), skraćeno GLC, je regularna velika loža u Republici Kongo.
- Veliki orijent i pridružene lože Konga (Grand Orient et loges associées du Congo), skraćeno GOLAC. Članstvo: CLIPSAS.
- Veliki orijent Konga Brazzaville (Grand Orient du Congo-Brazzaville). Članstvo: CLIPSAS.
- Gabonsko-Kongoanska pionirska federacija "Le Droit Humain" (Fédération pionnière congo-gabonaise du Droit Humain) je ogranak međunaronog Le Droit Humain-a koji pored Republice Kongo djeluje i u Gabonu.
- Velika simbolička muška loža Afrike (Grande Loge symbolique masculine d'Afrique), skraćeno GLSyMA, djeluje u Obali Bjelokosti, Beninu, Republici Kongo, Kamerunu i Togu. Članstvo: CLIPSAS (bivši).
- Velika loža modernih slobodnih i prihvaćenih zidara Konga (Grande Loge des Maçons Modernes Francs et Acceptés du Congo).[22] Članstvo: SOGLIA.
- Velika Prince Hall loža Konga (Grande Loge Prince Hall du Congo)
- Velika loža Francuske ima svoje lože u Republici Kongo.

## Lesoto
Ne postoji velika loža u Lesotu.

## Liberija
- Velika loža Liberije (engl. Grand Lodge of Liberia), skraćeno GLL,[23][24] je regularna velika loža u Liberiji. Članstvo: PHA.

## Libija
Ne postoji velika loža u Libiji.

## Madagaskar
- Nacionalna velika loža Madagaskara (fran. Grande Loge Nationale de Madagascar), skraćeno GLNM,[25] je regularna velika loža u Madagaskaru.
- Veliki madagaskarski ženski red (Grand Rite malgache féminin) je ženska velika loža. Članstvo: CLIPSAS.
- Madagaskarska federacija "Le Droit Humain" (Fédération malgache du Droit Humain) je ogranak međunaronog Le Droit Humain-a.
- Veliki madagaskarski red (Grand Rite Malgache), skraćeno GRM. Članstvo: CLIPSAS (bivši).
- Velika tradicionalna i simbolička loža Madagaskara (Grande Loge Traditionnelle et Symbolique de Madagascar), skraćeno GLTSM.[26]
- Velika loža Francuske ima svoje lože u Madagaskaru.

## Malavi
- Kotarska velika loža Zimbabvea i Malavija (engl. District Grand Lodge of Zimbabwe and Malawi) je kotarska velika loža u Malavima u strukturi Ujedinjene velike lože Engleske (UGLE). Djeluje još i u Zimbabveu.
- Veliko nadstojništvo Malava (Grand Superintendent of Malawi) je veliko nadstojništvo u strukturi Velike lože Škotske (GLS).

## Mali
- Nacionalna velika loža Malija (fran. Grande Loge nationale malienne), skraćeno GLNM, je regularna velika loža u Maliju.
- Zapadnoafrička federacija "Le Droit Humain" (Fédération ouest-africaine du Droit Humain) je ogranak međunaronog Le Droit Humain-a koji pored Malija djeluje i u Beninu, Burkini Faso, Gvineji, Obali Bjelokosti i Togu. Članstvo: CLIPSAS.

## Maroko
- Regularna velika loža Kraljevine Maroko (fran. Grande Loge Régulière du Royaume du Maroc), skraćeno GLRRM, je regularna velika loža u Maroku.
- Velika loža Maroka (Grande Loge du Maroc). Članstvo: CLIPSAS, UMM.
- Velika ženska loža Maroka (Grande Loge féminine du Maroc). Članstvo: CLIPSAS, UMM.
- Velika marokanska nacionalna loža (Grande Loge Nationale Marocaine), skraćeno GLNM.[27] Članstvo: CGLEM.
- Velika ujedinjena loža Maroka (Grande Loge Unie du Maroc), skraćeno GLUM.[28][29] Članstvo: ICUGL.
- Velika mješovita loža Maroka (Grande Loge Mixte du Maroc), skraćeno GLMM.

## Mauricijus
- Velika loža Mauricijusa (fran. Grande Loge de Maurice; engl. Grand Lodge of Mauritius), skraćeno GLM,[30] je regularna velika loža u Mauricijusu.
- Velika mješovita loža Mauricijusa (Grande Loge Mixte de Maurice)
- Mauricijska pionirska federacija "Le Droit Humain" (Fédération pionnière mauricienne du Droit Humain) je ogranak međunaronog Le Droit Humain-a.
- Velika loža ezoteričnih obreda Indijskog oceana (Grande Loge de l'Ocean Indien des Rites Esoteriques)
- Velika loža Francuske ima svoje lože u Mauricijusu.

## Mauretanija
Ne postoji velika loža u Mauretaniji.

## Mozambik
- Velika loža Mozambika (port. Grande Loja de Moçambique) je regularna velika loža u Mozambiku.

## Namibija
- Kotarska velika loža Namibije (engl. District Grand Lodge of Namibia) je kotarska velika loža u Namibiji u strukturi Ujedinjene velike lože Engleske (UGLE).
- Kotarska velika loža Namibije (District Grand Lodge of Namibia)[31] je kotarska velika loža u Namibiji u strukturi Velike lože Škotske (GLS).

## Niger
- Velika loža Nigera (fran. Grande Lodge du Niger), je muška velika loža u Nigeru.

## Nigerija
- Velika loža Nigerije (engl. Grand Lodge of Nigeria), skraćeno GLN,[32] je regularna velika loža u Nigeriji.
- Kotarska velika loža Nigerije (District Grand Lodge of Nigeria)[33] je kotarska velika loža u Nigeriji u strukturi Ujedinjene velike lože Engleske (UGLE).
- Kotarska velika loža Nigerije (District Grand Lodge of Nigeria) je kotarska velika loža u Nigeriji u strukturi Velike lože Škotske (GLS).

## Obala Bjelokosti
- Velika loža Obale Bjelokosti (fran. Grande Loge de Côte d'Ivoire), skraćeno GLCI,[34] je regularna velika loža u Obali Bjelokosti.
- Prince Hall velika loža Obale Bjelokosti (Grande Loge Prince Hall de Côte d'Ivoire) je regularna Prince Hall velika loža. Članstvo: PHA.
- Veliki eburnija Obale Bjelokosti (Grande Eburnie Côte d'Ivoire). Članstvo: CLIPSAS.
- Velika simbolička loža Bjelokosti za Memfis-Mizraim (Grande Loge symbolique ivoirienne de Memphis Misraïm), skraćeno GLSI.[35] Članstvo: CLIPSAS.
- Zapadnoafrička federacija "Le Droit Humain" (Fédération ouest-africaine du Droit Humain) je ogranak međunaronog Le Droit Humain-a koji pored Obale Bjelokosti djeluje i u Beninu, Burkini Faso, Gvineji, Maliju i Togu. Članstvo: CLIPSAS.
- Velika simbolička muška loža Afrike (Grande Loge symbolique masculine d'Afrique), skraćeno GLSyMA, djeluje u Obali Bjelokosti, Beninu, Republici Kongo, Kamerunu i Togu. Članstvo: CLIPSAS (bivši).
- Velika ujedinjena loža Obale Bjelokosti (Grande Loge unie de Côte d'Ivoire)

## Réunion i Mayotte
- Regija Réunion i Mayotte (fran. Région du La Réunion-Mayotte) je administrativna regija u dvije francuske prekomorske pokrajine Réunion i Mayotte u strukturi Nacionalne velike lože Francuske (GLNF).[36]
- Velika loža Francuske ima svoje lože u Réunionu i Mayotteu.

## Ruanda
Ne postoji velika loža u Ruandi.

## Sejšeli
- Kotarska velika loža Istočne Afrike (engl. District Grand Lodge of East Africa)[21] je kotarska velika loža u Sejšelima u strukturi Ujedinjene velike lože Engleske (UGLE). Djeluje još i u Ugandi, Tanzaniji i Keniji.

## Senegal
- Velika loža Senegala (fran. Grande Loge du Sénégal), skraćeno GLS, je regularna velika loža u Senegalu.
- Velika loža Francuske ima svoje lože u Senegalu.

## Sijera Leone
- Pokrajinske velike lože u Sijere Leoni u strukturama matičnih velikih loža: 
  - Kotarska velika loža Sijera Leonea i Gambije (engl. District Grand Lodge of Sierra Leone and The Gambia)[7] je kotarska velika loža u Sijera Leoni u strukturi Ujedinjene velike lože Engleske (UGLE). Djeluje još i u Gambiji.
  - Kotarska velika loža Sijera Leonea i Gambije (District Grand Lodge of Sierra Leone and The Gambia)[8] je kotarska velika loža u Sijera Leoni u strukturi Velike lože Škotske (GLS). Djeluje još i u Gambiji.
  - Veliki inspektorat Sijera Leonea (engl. Grand Inspectorate for Sierra Leone) je veliki inspektorat u Sijera Leoni u strukturi Velike lože Irske (GLI).

## Somalija
Ne postoji velika loža u Somaliji.

## Srednjoafrička Republika
- Pokrajinska velika loža Srednjoafričke Republike (fran. Grande Loge de District de Centrafrique) je pokrajinska velika loža u Srednjoafričkoj Republici u strukturi Velike lože Konga (GLC).

## Sudan
Ne postoji velika loža u Sudanu.

## Sveta Helena, Ascension i Tristan da Cunha
- Ujedinjena velika loža Engleske ima jednu ložu na otoku Sveta Helena.

## Sveti Toma i Princip
- Legalna/Regularna velika loža Portugala ima jednu ložu u Svetom Tomi i Principu.

## Tanzanija
- Kotarska velika loža Istočne Afrike (engl. District Grand Lodge of East Africa)[21] je kotarska velika loža u Tanzaniji u strukturi Ujedinjene velike lože Engleske (UGLE). Djeluje još i u Ugandi, Keniji i Sejšelima.
- Kotarska velika loža Istočne Afrike (District Grand Lodge of East Africa) je kotarska velika loža u Tanzaniji u strukturi Velike lože Škotske (GLS). Djeluje još i u Keniji i Ugandi.

## Togo
- Nacionalna velika loža Togoa (fran. Grande Loge nationale togolaise), skraćeno GLNT,[37][38] je regularna velika loža u Togou.
- Veliki orijent Toga (Grand Orient du Togo)
- Zapadnoafrička federacija "Le Droit Humain" (Fédération ouest-africaine du Droit Humain) je ogranak međunaronog Le Droit Humain-a koji pored Toga djeluje i u Beninu, Burkini Faso, Gvineji, Maliju i Obali Bjelokosti. Članstvo: CLIPSAS.
- Velika simbolička muška loža Afrike (Grande Loge symbolique masculine d'Afrique), skraćeno GLSyMA, djeluje u Obali Bjelokosti, Beninu, Republici Kongo, Kamerunu i Togou. Članstvo: CLIPSAS (bivši).

## Tunis
Ne postoji velika loža u Tunisu.

## Uganda
- Kotarska velika loža Istočne Afrike (engl. District Grand Lodge of East Africa)[21] je kotarska velika loža u Ugandi u strukturi Ujedinjene velike lože Engleske (UGLE). Djeluje još i u Tanzaniji, Keniji i Sejšelima.
- Kotarska velika loža Istočne Afrike (District Grand Lodge of East Africa) je kotarska velika loža u Ugandi u strukturi Velike lože Škotske (GLS). Djeluje još i u Keniji i Tanzaniji.

## Zambija
- Kotarska velika loža Zambije (engl. District Grand Lodge of Zambia)[39] je kotarska velika loža u Zambiji u strukturi Ujedinjene velike lože Engleske (UGLE).
- Kotarska velika loža Zambije (District Grand Lodge of Zambia)[40] je kotarska velika loža u Zambiji u strukturi Velike lože Škotske (GLS).
- Pokrajinska velika loža Zambije (Provincial Grand Lodge of Zambia)[41] je pokrajinska velika loža u Zambiji u strukturi Velike lože Irske (GLI).

## Zelenortska Republika
- Legalna/Regularna velika loža Portugala ima dvije lože u Zelenortskoj Republici.

## Zimbabve
- Kotarska velika loža Zimbabvea i Malavija (engl. District Grand Lodge of Zimbabwe and Malawi) je kotarska velika loža u Zimbabveu u strukturi Ujedinjene velike lože Engleske (UGLE). Djeluje još i u Malavima.
- Kotarska velika loža Zimbabvea (engl. District Grand Lodge of Zimbabwe)[42] je kotarska velika loža u Zimbabveu u strukturi Velike lože Škotske (GLS).
- Pokrajinska velika loža Zimbabvea (nizo. Provinciale Grootloge Zimbabwe) je pokrajinska velika loža u Zimbabveu u strukturi Velikog orijenta Nizozemske (GON).
- Veliki inspektorat Zimbabvea (engl. Grand Inspectorate for Zimbabwe) je veliki inspektorat u Zimbabveu u strukturi Velike lože Irske (GLI).

## Zapadna Sahara
Ne postoji velika loža u Zapadnoj Sahari.